# 小森龍邦
小森 龍邦（こもり たつくに、1932年7月30日 - 2021年2月26日）は、日本の部落解放運動家、政治家。部落解放同盟広島県連合会委員長、同中央本部書記長、広島県府中市議会議員（3期）、衆議院議員（2期）、新社会党中央執行委員長などを歴任し、解放同盟広島県連顧問を務めた。

## 来歴・人物

### 部落解放運動家として
広島県府中市出身。1951年、広島県立府中高等学校卒。1961年、広島県青年連合会会長となる。 
1962年、日本社会党に入党。部落解放同盟の専従活動家として頭角を現し、1960年代後半に表面化した解放同盟分裂に際しては、日本共産党主導の広島県連に対抗して中央本部につながる広島県連再建に尽力し、県連委員長に就任、福山市、三原市など県東部を中心に組織拡大に成功、広島市内の組織をほぼ維持するにとどまった従前県連を圧倒した。
その功績によって中央レベルの発言権を強め、中央執行委員を経て、1982年、中央本部書記長に就任、事実上の最高権力者として解放同盟を指導、1984年の新綱領制定にも主導的役割を果たした。
小森の書記長在職が長期になる間に、解放同盟内部においても運動方針に関する意見の相違が生じた。また、1993年の細川護煕連立政権樹立に象徴される政界再編の流れについて、小森は保守系勢力との連立のため党方針を右傾化させる社会党執行部を批判し、上杉佐一郎委員長など他の解放同盟幹部と衝突した。1994年に政治改革法案に反対し、社会党支持の組織方針に背いた責任を取るとして中央本部書記長の辞表を提出、受理された。事実上は他の幹部による解任だったともいわれる。同じ社会党の衆議院議員だった上田卓三や、大阪府連の実力者であった大賀正行とは敵対関係にあったことも知られている。書記長の辞表提出時には、慰留される段取りのはずだったのに、即座に受理されたことを小森は悔しがり、「大賀にやられた」と叫んだとの裏話も伝わった。
中央本部書記長辞任後も、広島県連に対する影響力を保っている。84年綱領に代わる97年制定の解放同盟現行綱領に関しては、マルクス主義色を一掃した内容について強い批判を表明したり、広島県連が中央の決議機関を一時的にボイコットしたことがあるなど、小森自身も広島県連も、中央本部とは距離を置くスタンスを取り続けている。
また、一部の部落民が部落外に転出して出世するや否や自己の生まれを隠蔽し始める風潮があることを苦々しく思い、『芸備人権新報』（1999年9月10日号）紙上で「宮澤喜一の父親（宮澤裕）は被差別階級の出だ」と発言し、宮澤から怒りを買ったことがある。
なお、1973年には、戸手商業高校で暴力糾弾事件を起こしたとして、暴行傷害罪で罰金刑を受けたことがある（戸手商業高校事件）。

### 政治家として
1962年、衆議院副議長高津正道の誘いで日本社会党に入党。党内では一貫して最左派の社会主義協会派にあった。
1990年の第39回衆議院議員総選挙に地元府中市を含む旧広島3区から立候補し、当選。1993年の第40回衆議院議員総選挙でも2度目の当選を果たした。
1994年、細川内閣の与党として小選挙区比例代表並立制を含む政治改革法案に賛成した執行部を批判して、衆議院本会議で反対票を投じて社会党を離党した。1996年には社会民主党への改組を拒否した旧社会党左派グループと共に新社会党結成に参加。同党所属衆議院議員は小森と岡崎宏美の2名だった。しかし、同年の第41回衆議院議員総選挙では小選挙区の広島6区で自由民主党の亀井静香に敗れ、比例区での復活もかなわず、議席を失った。2001年の第19回参議院議員通常選挙では新社会党の比例区候補者として立候補したが落選した。
2002年には矢田部理の後任として第2代委員長に就任したが、党勢の衰退は2004年の第20回参議院議員通常選挙における党としての候補者擁立も許さず、小森自身を含めた国政選挙での議席回復に失敗した。2005年に同じ広島県出身の栗原君子に地位を譲った。
この他、能筆家で知られ、福山藩藩主阿部正弘の伝記など多数の著書がある。

### 死去
2021年2月26日22時56分、肺炎のため、府中北市民病院で死去。88歳没。

## 部落解放問題に関する主張
一貫して部落民自身による部落問題の解決を主張し、自民党政府の同和政策を厳しく批判し続けてきた。また、そのためには強硬行動も辞さない態度をとり、解放同盟の外部に対しても積極的な発言を続けている。そのため、外部からの強い批判を受ける事もしばしばある。
藤田敬一『同和はこわい考』（1987年）が出版され、一部で議論を呼んだ際には、その内容が、当時の政府地対協「意見具申」の主張と変わりないと批判。自身の批判の骨子を解放同盟中央本部の「『同和はこわい考』に対する基本的見解」として出した。それを批判する解放同盟周辺の知識人、土方鐵や師岡佑行らとも論争した。『同和はこわい考』を「少なくとも部落差別の対象にならない人が、『あれもいけない』『これもいけない』と注文がましいことを言ってはいけない」と批判し、朝日新聞記者の上丸洋一から「ありていに言えば、痛みのわからない者は黙っていろ、というのである。この自己絶対化」と非難を受けた。
解放同盟中央本部書記長在任中には、TV「朝まで生テレビ!」の「部落と人権」特集で部落解放同盟の代表者として出演（1989年）したり、小林よしのりの『ゴーマニズム宣言』第4巻（1997年）にも対談で登場し、その運動の正当性を主張している。
オランダ人ジャーナリストのカレル・ヴァン・ウォルフレンの著書『日本／権力構造の謎』（早川書房）の記述を取り上げて、抗議を申し入れ、それをうけて1990年10月30日に実現したウォルフレンへの確認・糾弾に参加し、部落差別かどうかの判定権は部落民にのみあるとする理論を展開。ウォルフレンは、この一件を「国際的スキャンダル」と表現した。
1992年、『月刊現代』誌上で、島田裕巳（当時日本女子大助教授）の司会のもとに、オウム真理教教祖の麻原彰晃と対談している。

## 家族・親族
- 小森龍太郎 - 長男、元広島県府中市議会議員（新社会党）

## 著書
- 『現代における部落問題の本質 (現代同和教育シリーズ 東方出版, 1969
- 『続・現代における部落問題の本質 (現代同和教育シリーズ 東方出版, 1972
- 『差別と疎外からの解放 社会意識としての差別観念』亜紀書房, 1973
- 『部落解放運動 その批判と反批判』部落解放同盟広島県連合会, 1975.7
- 『真実は差別の壁を透して 戸手商高事件の報告 1』部落解放同盟広島県連合会, 1977.7
- 『部落解放のめざすもの』 (部落解放新書 解放出版社, 1978.8
- 『現代における身分と階級 日本資本主義の部落問題』亜紀書房, 1981.9
- 『部落解放の主体形成の理論 第2版』東方出版, 1982.4
- 『解放理論と親鸞の思想 疎外の苦悩から無碍の一道へ』解放出版社, 1983.2
- 『業・宿業観と人間解放 現代を生きる良心 (部落解放新書 解放出版社, 1984.11
- 『入門現代部落解放論 水平社の宣言・綱領の精神を復権する』解放出版社, 1984.8
- 『人間・阿部正弘とその政治 危機の時代を生きる発想』明石書店, 1985.5
- 『人権が蝕まれるとき 「地域改善対策協議会基本問題検討部会報告書」とその周辺』解放出版社, 1986.11
- 『行動のための解放思想 地対協路線が生みだすもの』明石書店, 1987.10
- 『支離滅裂 啓発推進指針の批判』芸備人権新報社編. 芸備人権新報社, 1987.10
- 『親鸞と部落解放 映画『白い道』をみて 小森竜邦氏講演記録』大朝町職員労働組合部落解放研究部会 編. 大朝町職員労働組合部落解放研究部会, 1987.11
- 『解放運動は崩壊するのか 「部会報告」から「意見具申」に至る経過を分析する』芸備人権新報社, 1987.3
- 『業・宿業観の再生 人間復権への宗教的試論』解放出版社, 1988.1
- 『慟哭する人権擁護行政 法務省「人権侵犯」の差別構造』解放出版社, 1988.11
- 『現代における/部落問題の本質 (現代同和教育シリーズ 東方出版, 1989.10
- 『道程 わが四十年思索の遍歴』部落解放同盟広島県連合会出版局, 1989.10
- 『部落解放の哲学 (社会新書 日本社会党中央本部機関紙局, 1990.11
- 『現代における/部落問題の本質 続 (現代同和教育シリーズ 東方出版, 1990.12
- 『宗教と人生 ともに衆生の人権を考える』部落解放同盟広島県連合会出版局, 1991.10
- 『人権論ノート － 部落差別と権力の恣意 －』1992年10月 芸備人権新報社
- 『人権確立の闘いと宗教』部落解放同盟広島県連合会, 1993.10
- 『宿業論と精神主義』解放出版社, 1993.5
- 『人間に光あれ、再び 部落差別の現実にどう対処するか』(道しるべブックス BOC出版部, 1994.9
- 『差別と人権を考える 部落差別・民族差別に向きあって』西野留美子共著. 明石書店, 1995.8
- 『'96『意見具申』批判草稿』部落解放同盟広島県連合会出版局, 1996.11
- 『解放理論の頽廃 精神の自由と抑圧への抵抗』部落解放同盟広島県連合会出版局, 1997.10
- 『人間解放と主体の確立』部落解放同盟広島県連合会出版局, 1998.10
- 『差別のしくみと闘う人へ 部落問題の視座』(明石ブックレット 明石書店, 1998.11
- 『蓮如論 問いかける人権への視点』明石書店, 1998.2
- 『解放運動夜話 わが回想の記』第1-4集 部落解放同盟広島県連合会出版局, 1999-2002
- 『広島発平和・人権教育』編著. 明石書店, 1999.11
- 『世紀末「君が代」蠢動す 広島県教委「『君が代』・日の丸」策動始末記』芸備人権新報社, 1999.5
- 『解放運動の再生 共に闘ってきた人々へ』明石書店, 2001.1
- 『解放理論の素描』部落解放同盟広島県連合会出版局, 2003.9
- 『親鸞思想に魅せられて 仏教の中の差別と可能性を問い直す』明石書店, 2014.2